# Jatropha intermedia
Jatropha intermedia är en törelväxtart som först beskrevs av Robert Hippolyte Chodat och Emil Hassler, och fick sitt nu gällande namn av Ferdinand Albin Pax. Jatropha intermedia ingår i släktet Jatropha och familjen törelväxter. Inga underarter finns listade i Catalogue of Life.